# 택시 드라이버
택시 드라이버 (Taxi Driver)는 마틴 스코세이지가 연출하고 폴 슈레이더가 각본을 맡은 1976년 영화이다. 영화는 베트남 전쟁이 끝난 직후의 뉴욕시를 배경으로 하고 있다.
아카데미 작품상을 포함하여 총 4개부분의 아카데미상에 노미네이트되었으며 1976년 칸 영화제에서 황금 종려상을 수상하였다.

## 줄거리
뉴욕에서 베트남 전쟁 참전 용사 트래비스 비클은 만성 불면증과 외로움을 극복하기 위해 야간 택시 운전사로 일하게 된다. 그는 성인 영화관을 자주 방문하며 "건강은 자신이 느끼는 만큼만"과 같은 격언을 의식적으로 일기에 적는다. 그는 도시에서 목격하는 범죄와 도시 쇠퇴에 혐오감을 느끼고 "거리의 쓰레기들"을 몰아내는 꿈을 꾼다.
트래비스는 상원의원이자 대선 후보인 찰스 팰런타인의 선거 운동원 베치에게 반하게 된다. 베치가 일하는 선거 사무실에 들어가 커피를 마시자고 제안하고, 베치는 흔쾌히 수락한다. 베치는 그와 두 번째 데이트를 하기로 하고, 그는 그녀를 성인 영화관으로 데려가지만, 베치는 즉시 나간다. 그는 그녀와 화해하려 하지만 실패한다. 격분한 그는 베치가 일하는 선거 사무실로 달려가 그녀를 질책하고 사무실에서 쫓겨난다.
실존적 위기를 겪고 도시 곳곳에서 매춘 행위를 목격한 트래비스는 위저드라는 별명을 가진 동료 택시 운전사에게 자신의 폭력적인 생각들을 털어놓는다. 하지만 위저드는 이를 무시하고 괜찮을 거라고 안심시킨다. 분노를 표출하기 위해 트래비스는 강도 높은 체력 단련에 돌입한다. 암시장 총기상 이지 앤디와 접촉하여 권총 네 자루를 구입한다. 집에서는 무기를 꺼내는 연습을 하고, 소매에 숨겨진 속사포를 만들기까지 한다. 그는 자신의 보안을 점검하기 위해 팔란타인의 집회에 참석하기 시작한다. 어느 날 밤, 트래비스는 친구가 운영하는 편의점을 털려는 남자를 사살한다.
도시 곳곳을 돌아다니는 트래비스는 12살 아동 매춘부 아이리스를 자주 만난다. 아이리스의 포주이자 학대하는 연인인 스포트를 속여 아이리스에게 성매매를 하려 한다고 생각하게 한 트래비스는 아이리스를 사적으로 만나 매춘을 그만두도록 설득한다.
곧 트래비스는 머리를 모호크 스타일로 깎고 팔란타인을 암살할 계획인 공개 집회에 참석한다. 그러나 비밀경호국 요원들이 트래비스가 재킷 안에 손을 넣는 것을 발견하고 접근하고, 이는 추격전으로 번진다. 트래비스는 추격을 피해 들키지 않고 집으로 돌아온다.
그날 저녁, 트래비스는 아이리스가 스포츠를 죽이기 위해 일하는 사창가로 차를 몰고 간다. 그는 건물 안으로 들어가 스포츠와 아이리스의 고객 중 한 명인 마피아를 사살한다. 트래비스는 여러 발의 총에 맞지만 두 남자를 사살한다. 그는 경비원과 몸싸움을 벌이다가 칼로 스포츠의 손을 찔러 죽이고 머리에 총을 쏴 죽이다. 트래비스는 자살을 시도하지만 총알이 없다. 중상을 입은 그는 흐느끼는 아이리스 옆 소파에 털썩 주저앉는다. 경찰이 현장에 출동하자 트래비스는 피 묻은 손가락으로 자신의 머리를 쏘는 시늉을 한다.
트래비스는 부상으로 혼수상태에 빠지지만, 언론은 그를 영웅적인 자경단원으로 칭송하며 살인 혐의로 기소하지 않는다. 그는 피츠버그에 있는 아이리스의 부모로부터 감사 편지를 받고, 아이리스가 무사히 학교에 다니고 있다는 소식을 듣는다.
회복 후 트래비스는 직장에 복귀하고, 우연히 베티를 만난다. 베티는 신문에서 그의 이야기를 보고 따라왔다고 말한다. 트래비스는 베티를 집에 데려다주지만, 돈을 받지 않고 미소를 지으며 차를 몰고 떠난다. 백미러에 무언가가 보이는 것을 보고 불안해하지만, 그는 다시 밤길로 차를 몰고 나간다.

## 출연
- 로버트 드 니로 (Robert De Niro) - 트래비스 비클
- 조디 포스터 (Jodie Foster) - 아이리스
- 시빌 셰퍼드 (Cybill Shepherd) - 베시
- 하비 카이텔 (Harvey Keitel) - 스포트
- 앨버트 브룩스 (Albert Brooks) - 톰
- 마틴 스코세이지 (Martin Scorsese) - 선거 본부 주변에 앉아 있는 사람 역
- 레오나르도 해리스 - 찰스 팰런타인 역
- 피터 보일 - 위저드 역
- 다이안 애봇 - 구내매점 여자 역
- 프랭크 아듀 - 화난 흑인 역
- 지노 아디토 - 경찰 역
- 빅터 아고 - 멜리오 역
- 가스 에버리 - 아이리스의 친구 역
- 해리 콘 - 벨모어의 택시기사 역
- 쿠퍼 커닝햄 - 택시의 매춘부 역
- 브렌다 딕슨 - 연속극 여자 역
- 해리 피츨러 - 배차원 역
- 낫 그랜트 - 권총강도 역
- 리차드 힉스 - 키큰 비밀요원 역
- 보 카이저 - 연속극 남자 역
- 빅토르 메그노타 - 비밀요원 사진사 역
- 밥 마로프 - 마피아 역
- 노먼 맷록 - 찰리 T 역
- 빌 민킨 - 톰의 보조 역
- 머레이 모스튼 - 아이리스 계시원 역
- 해리 노덥 - 보병 역
- 진 팔마 - 거리 드러머 역
- 할란 케리 포이 - 캠페인 하는 사람 역
- 스티븐 프린스 - 앤디 역
- 피터 새비지 - 존 역
- 니콜라스 쉴즈 - 팰런타인의 조수 역
- 랄프 S.싱글턴 - TV 인터뷰어 역
- 조 스피넬 - 인사과 장교 역
- 마리아 터너 - 화난 매춘부 역
- 로빈 유트 - 캠페인 하는 사람 역

## 참고 사항
- 2007년에 발매한 택시 드라이버 30주년판에는 1970~80년대 뉴욕 시장의 인터뷰도 수록되어 있는데, 택시 드라이버는 대단한 영화라면서 뉴욕의 추한 면을 담았다고 한다. 하지만 추한 면이 있으면 멋진 면도 있다면서 멋진 면이 훨씬 더 많다는 말을 했다. 뉴욕 시장은 영화를 정말 재밌게 봤다면서 당시엔 타임스 스퀘어가 지저분하고 포르노 가게들이 널려있고 유흥업소가 많았으나, 여러 시장들의 노력으로 지금 타임스 스퀘어는 가족들과 같이 올 수 있는 장소가 되었다고 한다.[5] 물론 여전히 포르노 가게도 있긴 하지만 포르노는 폼페이 때부터 존재했었다며 많은 사람들이 포르노를 보는 것도 이해해야 한다고 했는데 택시 드라이버의 주인공 트래비스의 취미가 포르노 극장에서 포르노 보기다.